# Saison 2014-2015 des Kings de Sacramento
La saison 2014-2015 des Kings de Sacramento est la 70e saison de la franchise, la 66e saison au sein de la NBA et la 30e saison dans la ville de Sacramento. Les Kings ont amélioré leur bilan d'une victoire par rapport à la saison précédente.

## Draft
| Tour | Choix | Joueur       | Poste | Nationalité | Provenance |
| ---- | ----- | ------------ | ----- | ----------- | ---------- |
| 1    | 8     | Nik Stauskas | SG    | Canada      | Michigan   |

## Classements de la saison régulière
| Conférence Ouest | Conférence Ouest                | Conférence Ouest | Conférence Ouest | Conférence Ouest | Conférence Ouest | Conférence Ouest | Conférence Ouest |
| No               | Franchise                       | Vic.             | Def.             | MJ               | MR               | % V/D            | RV               |
| ---------------- | ------------------------------- | ---------------- | ---------------- | ---------------- | ---------------- | ---------------- | ---------------- |
| 1                | Warriors de Golden State        | 67               | 15               | 82               | 0                | 81,7%            | -                |
| 2                | Rockets de Houston              | 56               | 26               | 82               | 0                | 68,3%            | 11               |
| 3                | Clippers de Los Angeles         | 56               | 26               | 82               | 0                | 68,3%            | 11               |
| 4                | Trail Blazers de Portland¹      | 51               | 31               | 82               | 0                | 62,2%            | 16               |
| 5                | Grizzlies de Memphis            | 55               | 27               | 82               | 0                | 67,1%            | 12               |
| 6                | Spurs de San Antonio T          | 55               | 27               | 82               | 0                | 67,1%            | 12               |
| 7                | Mavericks de Dallas             | 50               | 32               | 82               | 0                | 61,0%            | 17               |
| 8                | Pelicans de La Nouvelle-Orléans | 45               | 37               | 82               | 0                | 54,9%            | 22               |
|                  |                                 |                  |                  |                  |                  |                  |                  |
| 9                | Thunder d'Oklahoma City         | 45               | 37               | 82               | 0                | 54,9%            | 22               |
| 10               | Suns de Phoenix                 | 39               | 43               | 82               | 0                | 47,6%            | 28               |
| 11               | Jazz de l'Utah                  | 38               | 44               | 82               | 0                | 46,3%            | 29               |
| 12               | Nuggets de Denver               | 30               | 52               | 82               | 0                | 36,6%            | 37               |
| 13               | Kings de Sacramento             | 29               | 53               | 82               | 0                | 35,4%            | 38               |
| 14               | Lakers de Los Angeles           | 21               | 61               | 82               | 0                | 25,6%            | 46               |
| 15               | Timberwolves du Minnesota       | 16               | 66               | 82               | 0                | 19,5%            | 51               |

| Division Pacifique       | V  | D  | MJ | % V/D | GB | Dom   | Ext   | Div  | Conf  |
| ------------------------ | -- | -- | -- | ----- | -- | ----- | ----- | ---- | ----- |
| Warriors de Golden State | 67 | 15 | 82 | 81,7% | -  | 39-2  | 28-13 | 13-3 | 42-10 |
| Clippers de Los Angeles  | 56 | 26 | 82 | 68,3% | 11 | 30-11 | 26-15 | 12-4 | 37-15 |
| Suns de Phoenix          | 39 | 43 | 82 | 47,6% | 28 | 22-19 | 17-24 | 6-10 | 21-31 |
| Kings de Sacramento      | 29 | 53 | 82 | 35,4% | 38 | 18-23 | 11-30 | 7-9  | 18-34 |
| Lakers de Los Angeles    | 21 | 61 | 82 | 25,6% | 46 | 12-29 | 9-32  | 2-14 | 9-43  |

## Effectif
| Kings de Sacramento Effectif 2014-2015 |    |                        |                      |              |
| Entraîneur : George Karl               |    |                        |                      |              |
| Ailier                                 | 18 | Drapeau d’Israël       | Omri Casspi          | Israël       |
| Meneur                                 | 7  | Drapeau des États-Unis | Darren Collison      | UCLA         |
| Pivot                                  | 15 | Drapeau des États-Unis | DeMarcus Cousins (C) | Kentucky     |
| Ailier fort                            | 30 | Drapeau des États-Unis | Reggie Evans         | Iowa         |
| Ailier                                 | 8  | Drapeau des États-Unis | Rudy Gay             | Connecticut  |
| Pivot                                  | 5  | Drapeau des États-Unis | Ryan Hollins         | UCLA         |
| Ailier fort                            | 24 | Drapeau des États-Unis | Carl Landry          | Purdue       |
| Meneur                                 | 3  | Drapeau des États-Unis | Ray McCallum         | Detroit      |
| Arrière                                | 23 | Drapeau des États-Unis | Ben McLemore         | Kansas       |
| Meneur                                 | 22 | Drapeau des États-Unis | Andre Miller         | Utah         |
| Ailier                                 | 25 | Drapeau des États-Unis | Eric Moreland        | Oregon State |
| Arrière                                | 10 | Drapeau des États-Unis | Nik Stauskas         | Michigan     |
| Meneur                                 | 9  | Drapeau des États-Unis | David Stockton       | Gonzaga      |
| Ailier fort                            | 34 | Drapeau des États-Unis | Jason Thompson       | Rider        |
| Ailier                                 | 13 | Drapeau des États-Unis | Derrick Williams     | Arizona      |
| (C) - Capitaine, Blessé                |    |                        |                      |              |